# ماریا مارکونی

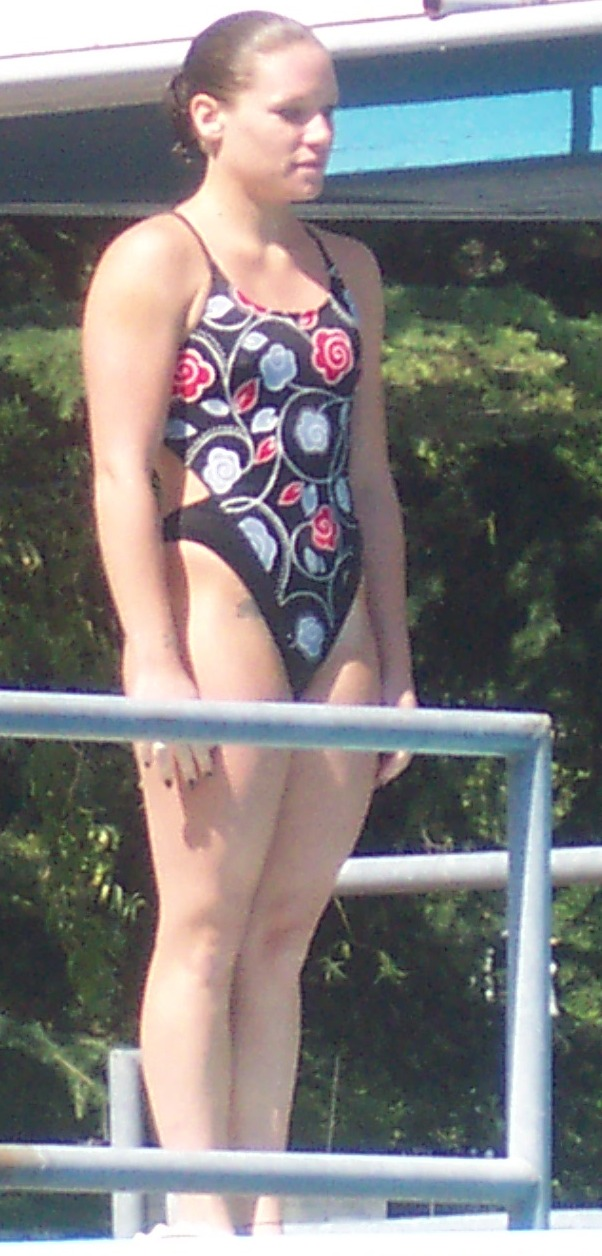
ماریا مارکونی

ماریا مارکونی (متولد ۲۸ اوت ۱۹۸۴) بانوی شیرجه زن ایتالیایی است که در بازی‌های المپیک تابستانی ۲۰۰۰ شرکت کرده‌است. او در رقابت‌های اروپایی ۲۰۰۲ و ۲۰۰۶ موفق به دریافت مدال برنز و در رقابت‌های اروپایی ۲۰۰۹ مدال نقره را بدست آورد. برادران او نیکولا و توماسو از ورزش کاران فعال در رشته شیرجه می‌باشند.